# 奥萨德切耶农村居民点
奥萨德切耶农村居民点（俄语：Осадчевское сельское поселение）是俄罗斯联邦沃罗涅日州列皮约夫卡区所属的一个农村居民点。其下辖有2个居民点，行政中心为奥萨德切耶。据2016年统计，该农村居民点的人口为518人。